# Marsz Sokołów
Marsz Sokołów (Hymn Sokoli) – pieśń powstała w połowie XIX w., będąca hymnem młodzieżowej organizacji sportowej i patriotyczno-wychowawczej „Sokół”, założonej we Lwowie w 1867. Sokołami nazywano młodzież zrzeszoną w organizacji. Autorem tekstu był Jan Lam, nauczyciel, powieściopisarz, satyryk, redaktor „Dziennika Polskiego”. Muzykę ułożył Wilhelm Czerwiński, kompozytor oper i operetek, mazurków i pieśni. Według innych źródeł autorem muzyki hymnu PTG „Sokół” był Ludwik Kuchar.

## Tekst utworu[3]
Ospały i gnuśny zgrzybiały ten świat.
na nowe on życia koleje,
z wygodnej pościeli nie dźwiga się rad;
i duch i ciało w nim mdleje.
Hej, bracia Sokoły, dodajcie mu sił,
By ruchu zapragnął, by powstał i żył ! – bis
Z niemocy ciemności i ciało i duch
na próżno się dźwiga i łamie.
Tam tylko potężnym i twórczym jest duch,
gdzie wola silne ma ramię.
Hej bracia, kto ptakiem przelecieć chce świat,
niech skrzydła sokole od młodych ma lat!
Więc razem ochoczo w daleki ten lot
sposobić nam skrzydła i ducha.
Nie złamie nas burza, nie strwoży nas grzmot,
gdy woli siła posłucha.
Hej, bracia Sokoły, dodajmy mu sił,
by ruchu zapragnął, by powstał i żył.